# Bogi Løkin
Bogi Abrahamson Løkin, né le 22 octobre 1988 à Runavík aux Îles Féroé, est un footballeur international féroïen, qui évoluait au poste de milieu de terrain. Il est le fils d'Abraham Løkin.

## Biographie

### Carrière internationale
Bogi Løkin compte 18 sélections et 1 but avec l'équipe des îles Féroé entre 2008 et 2012.
Le 11 octobre 2008, il inscrit son seul but en sélection contre l'Autriche, lors d'un match des éliminatoires de la Coupe du monde 2010. Le match se solde par un match nul de 1-1.